# ليو نانان
ليو نانان (بالصينية: 劉南楠) (مواليد 19 يونيو 1983) هي لاعبة كرة مضرب صينية سابقة بدأت مسيرتها عام   2001م، اعتزلت اللعب في عام 2011، حيث كان أعلى تصنيف لها في الفردي 141، وأعلى تصنيف لها في الزوجي كان 203.

## روابط خارجية
- ليو نانان على موقع رابطة محترفات التنس (الإنجليزية)
- ليو نانان على موقع الاتحاد الدولي لكرة المضرب (الإنجليزية)
- ليو نانان على موقع خلاصة التنس.كوم (الإنجليزية)